# Luunja kommun

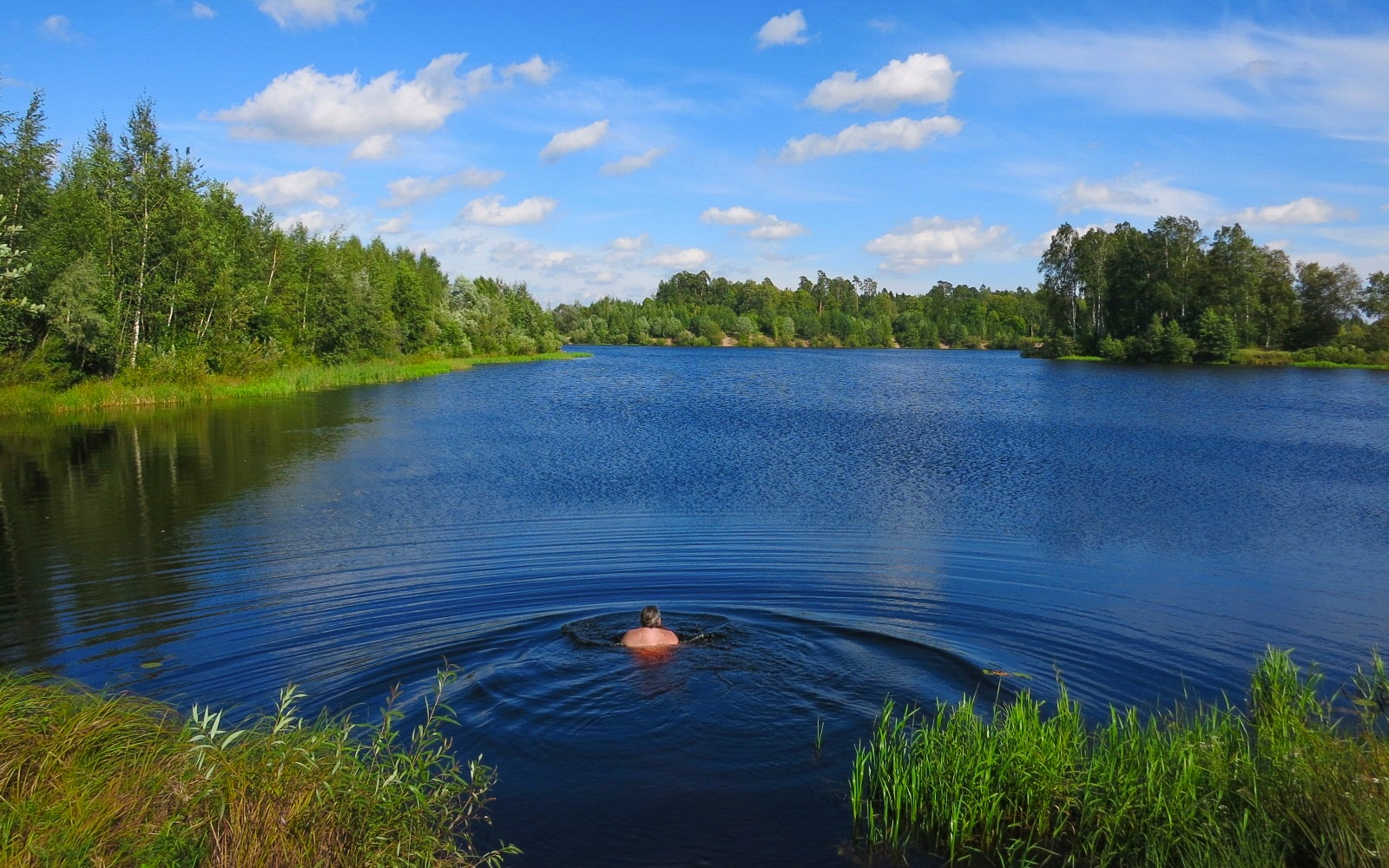
Stenbrottet i Kabina är numera vattenfyllt.

Luunja kommun (estniska: Luunja vald) är en kommun i landskapet Tartumaa i sydöstra Estland. Kommunen ligger direkt öster om staden Tartu, norr om floden Emajõgi, cirka 170 kilometer sydöst om huvudstaden Tallinn. Småköpingen Luunja utgör kommunens centralort.

### Karta

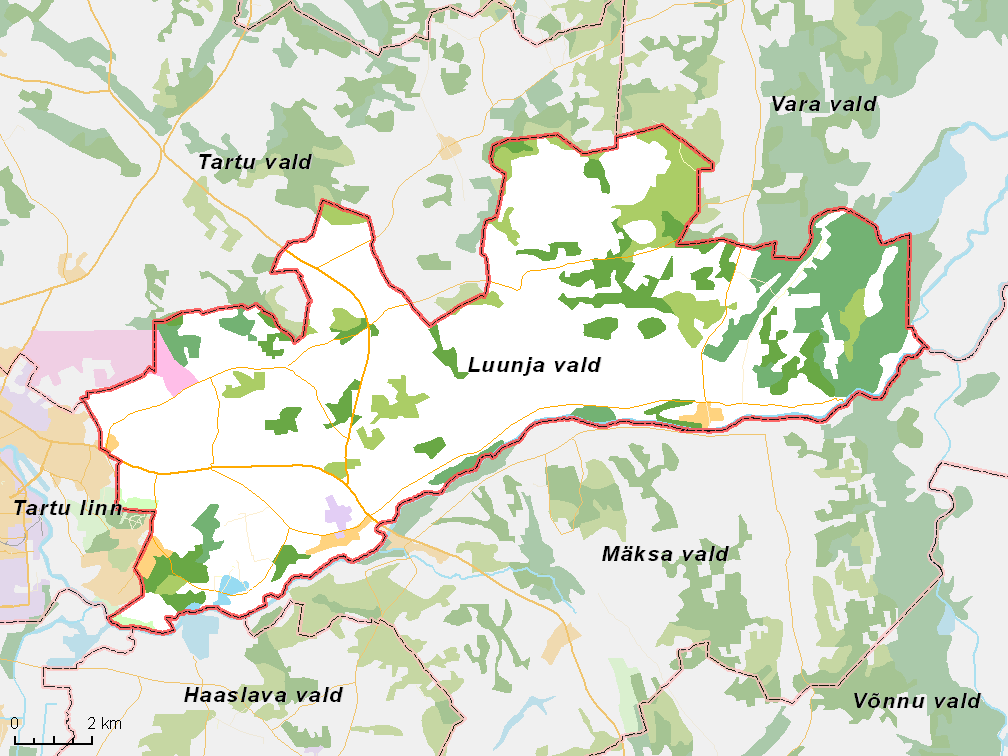
Översiktlig karta över kommunen. Notera att vissa av de angränsande kommunerna har upphört sedan kommunreformen 2017.

## Orter
I Luunja kommun finns en småköping och 20 byar.

### Småköpingar
- Luunja (centralort)

### Byar
- Kabina
- Kakumetsa
- Kavastu
- Kikaste
- Kõivu
- Lohkva
- Muri
- Pajukurmu
- Pilka
- Poksi
- Põvvatu
- Rõõmu
- Sava
- Savikoja
- Sirgu
- Sirgumetsa
- Sääsekõrva
- Sääsküla
- Veibri
- Viira